# Сердар Азмун
Сердар Азмун (на персийски: سردار آزمون) е ирански футболист от туркменски произход, играещ като нападател за Шабаб Ал-Ахли Дубай. Наричан е от медиите „Иранския Меси“ Има 37 мача и 23 гола за националния отбор на Иран.

## Клубна кариера
Юноша на тима на Сепахан, но не записва мач на професионално ниво в иранския шампионат. През декември 2012 г. е привлечен в Рубин (Казан), където по това време играе сънародникът му Алиреза Хагиги. Треньорът на казанци Курбан Бердиев дава шанс за изява на Азмун и още в дебюта си в Премиер лигата, нападателят вкарва попадение във вратата на Анжи и спечелва дузпа за своя тим. Освен това, играе в Лига Европа в мачовете с Ягодина и Молде, като вкарва гол в срещата с норвежкия тим. В дебютния си сезон в Рубин записва 14 мача, в които вкарва 4 гола. След уволнението на Бердиев обаче Азмун получава далеч по-малко шанс за изява. По време на първия си престой в Рубин интерес към него проявяват тимове като Арсенал, Ливърпул и Барселона.
През февруари 2015 г. преминава под наем във ФК Ростов, където отново работи с Курбан Бердиев. Въпреки че отборът завършва в баражите за изпадане, Азмун помага на ростовчани да оцелеят в Премиер лигата и наемът му е удължен за още един сезон. През сезон 2015/16 ростовчани са сензацията на шампионата, като завършват на историческото второ място. Азмун става един от лидерите на тима, заедно с футболисти като Сезар Навас, Кристиян Нобоа и Тимофей Калачов. През лятото на 2016 г. самоволно напуска Рубин, което става и причина за обжалване от страна на казанския клуб Азмун да играе за Ростов. Все пак през юли 2016 г. иранецът става част от Ростов за постоянно. Помага на отбора за да се класира за първи път в групите на Шампионската лига. На 23 ноември 2016 г. вкарва гол във вратата на Атлетико Мадрид, ставайки първият иранец от 2005 г. насам отбелязал попадение в най-комерсиалния клубен турнир.
През лятото на 2017 г. Курбан Бердиев отново поема Рубин и Азмун се завръща в тима от Казан. Въпреки това, той не успява да запази върховата си форма от периода в Ростов и вкарва само 5 гола в 26 срещи през сезон 2017/18.
От началото на 2019 г. е футболист на Зенит.

## Национален отбор
Дебютира за националния отбор на Иран под ръководството на Карлош Кейрош на 26 май 2014 г. в мач с Черна гора. Първия си гол за националния отбор вкарва на 18 ноември същата година в контрола с Южна Корея. През 2015 г. е част от състава на Иран за Купата на Азия, където вкарва 2 попадения. През 2018 г. е част от състава на Иран за Мондиал 2018. След световното обаче слага край на кариерата си в националния отбор. През октомври 2018 г. отново облича екипа на представителния тим.

## Успехи

### Клубни
- Руска Премиер лига - 2018/19, 2019/20
- Купа на Русия - 2019/20
- Суперкупа на Русия - 2019/20

### Индивидуални
- Голмайстор на Руската Премиер лига - 2019/20 (съвместно с Артьом Дзюба)
- В списък „33 най-добри“ (2015/16, 2018/19)